# Tom Cochrane
Pour les articles homonymes, voir Cochrane.
Tom Cochrane est un auteur et chanteur canadien né le 14 mai 1953 à Lynn Lake, Manitoba. Son père était pilote de brousse. Il a déménagé à Acton en Ontario à l'âge de 4 ans. À 11 ans, il vendait son train électrique pour acheter sa première guitare. Dans les années 70, il jouait dans les cafés où il s'est taillé une place dans le monde de la musique[réf. nécessaire]. Il a également travaillé un certain temps pour Vision Mondiale et a visité des pays pauvres. L'album Mad Mad World parut en 1991 et la chanson Life is a highway est devenue très populaire[réf. nécessaire]. l'album fut vendu à plus d'un million de copies au Canada. En 1995, l'album Ragged ass road fut lancé et Tom a joué de l'harmonica pendant 30 heures pour aider la cause de la famine dans le monde.

## Discographie

### Albums
- 1974 : Hang on to Your Resistance
- 1986 : Tom Cochrane & Red Rider
- 1992 : Mad Mad World
- 1993 : Ashes to Diamonds
- 1995 : Ragged Ass Road
- 1997 : Songs of a Circling Spirit
- 1998 : X-Ray Sierra
- 2002 : Trapeze
- 2006 : No Stranger
- 2015 : Take it Home

### Récompenses
En 2007, Tom Cochrane est fait Officier de l'Ordre du Canada
- 1987 : Juno Award du compositeur de l'année
- 1987 - Juno Award du groupe de l'année pour Tom Cochrane & Red Rider
- 1992 : Juno Award de l'auteur de l'année
- 1992 : Juno Award du chanteur de l'année
- 1992 : Juno Award du single de l'année pour Life is A Highway
- 1992 : Juno Award de l'album de l'année pour Mad Mad World
- 1997 : Meilleure pochette d'album Songs of a Circling Spirit